# Knile Davis
Knile Davis (urodzony 5 października 1991 roku w Houston w stanie Teksas) – amerykański zawodnik futbolu amerykańskiego, grający na pozycji running back. W rozgrywkach akademickich NCAA występował w drużynie Arkansas.
W roku 2013 przystąpił do draftu NFL. Został wybrany w trzeciej rundzie (95. wybór) przez zespół Kansas City Chiefs. W drużynie ze stanu Missouri występuje do tej pory.